# Gilles Barthe
Gilles Barthe (* 4. Juni 1906 in Briatexte; † 14. Juli 1993 in Albi) war ein französischer römisch-katholischer Geistlicher und Bischof.

## Leben und Karriere

### Priester, Lehrer, Soldat und Kriegsgefangener
Barthe absolvierte das Katholische Gymnasium in Albi, dann das dortige Priesterseminar. Nach seiner Priesterweihe 1930 studierte er Philosophie in Toulouse und wurde Lehrer an seinem früheren Gymnasium. 1939–1940 tat er Kriegsdienst (als Leutnant) und verbrachte die Jahre 1940–1945 in deutscher Gefangenschaft.

### Bischof von Monaco
1953 wurde er zum Generalvikar des Erzbistums Albi ernannt, zwei Monate später zum Bischof von Monaco berufen. Dort traute er 1956 Fürst Rainier mit Grace Kelly und taufte später ihre Kinder.

### Bischof von Fréjus-Toulon
Von 1962 bis 1983 war er Bischof von Fréjus-Toulon. Er nahm am Zweiten Vatikanischen Konzil teil. Er engagierte sich in seinem Bistum für die Integration der Algerienfranzosen und für die Einrichtung einer Diakonie (1982). 1965 weihte er sein Bistum dem schmerzhaften und unbefleckten Herzen der Jungfrau Maria. Er zeigte sich offen für die Aufnahme neuer Gemeinschaften in La Verne, Le Thoronet, Cotignac und Lérins und baute 14 Kirchen.

### Lebensabend und Tod
Seinen Lebensabend verbrachte Barthe im Foyer de Charité von Roquefort-les-Pins (1984 unterbrochen durch neun Monate als Administrator des Erzbistums Monaco). Er starb während eines Ferienaufenthaltes in Albi im Alter von 87 Jahren und wurde in der Kathedrale Notre-Dame-de-la-Seds in Toulon beigesetzt. 

### Der Verehrer der heiligen Therese von Lisieux
Seit dem Alter von 20 Jahren war Bischof Barthe in besonderer Weise dem sogenannten „Kleinen Weg“ der Liebe der heiligen Therese von Lisieux verbunden. Kurz vor seinem Tod gab er unter dem Titel „Geistliche Kindheit“ eine Auswahl ihrer Texte heraus.

### Wahlspruch und Ehrungen
Barthes bischöflicher Wahlspruch lautete: Respice stellam (Sieh den Stern!, gemeint: der Jungfrau Maria). Er war Offizier der Ehrenlegion, Kommandeur des Malteserordens und Kommandeur im Orden des heiligen Karl.

## Werke
- L’enfance spirituelle. Pneumathèque, Nouan-le-Fuzelier 1993. (über Therese von Lisieux)